# Mister Leather France
Mister Leather France, parfois typographié Mr Leather France, est un concours national dédié au fétichisme du cuir, réservé aux hommes homosexuels, destiné à désigner les représentants de la communauté cuir française dans le respect des valeurs et selon les usages de la communauté cuir internationale et visant à promouvoir les droits des personnes LGBT et à prévenir les infections sexuellement transmissibles (IST). Le tenant du titre actuel est Alex Mister Leather France 2025.
Le concours est organisé par l'ASMF, détentrice des droits et de la marque depuis le 10 mars 2010.

## Missions
Le but du concours Mister Leather France est de sélectionner le représentant de la scène cuir française qui deviendra, au sein de la communauté et au-delà, le porte-parole des fétichistes cuir de France, défenseur des droits des personnes LGBT, et de la prévention des risques (IST, drogues, etc.), particulièrement auprès des médias.
L’événement vise à faire progresser la visibilité de la communauté cuir française en France, en Europe, et dans le monde. Le lauréat du concours participe au concours de Mr Leather Europe qui suivra son élection et, "dans la mesure de ses moyens", est admis à participer au concours international de Chicago, l’International Mister Leather Contest (IML) qui suit son élection (3e semaine de mai).
Eric Guttierez, Mister Leather France et Mister Europe 2010, est à ce jour le seul français ayant réussi à remporter le titre de Mister Leather International lors du congrès de l'IML. Il est ainsi devenu, en mai 2011, le 33e Mister Leather International. En 2016, Sylvain Deparpe, Mister Leather France 2015, s'est classé 34e de la compétition. En 2019, Laurent Chéry-Drouet, Mister Leather France 2018, s'est classé 27e. Il a été le 1er non nord-américain en fauteuil roulant a participé a ce concours international.
Progressivement, de simple « concours de beauté », le rôle de Mister Leather France est devenu celui d'un leader et porte-parole de la communauté, amené à prendre position sur des sujets aussi divers que l'émergence de nouvelles pratiques sexuelles, le lien étroit entre sexualités SM et fétichisme cuir, mais également le mariage pour tous, la GPA ou l'usage de drogues récréatives à des fins sexuelles, (chemsex). Fabrice, Mister Leather France 2016, a ainsi annoncé par voie de presse qu'il comptait faire usage de la notoriété apportée par son titre, pour porter un message de prévention des chemsex mais également travailler sur de projets locaux et nationaux de réduction des risques, et engager une démarche de dialogue entre les différentes communautés "fetish" gay françaises.

## Phases du concours
Le concours est organisé en deux parties: une série d’élections régionales permettant d’élire un Mr Leather régional dans chaque région de France où le concours est organisé puis une finale à Paris qui désignera le Mr Leather France de l’année parmi les élus régionaux de cette même année.
Les épreuves du concours régional sont les suivantes :
- Audition de chaque candidat par le jury (5 minutes maximum par candidat) ;
- Entretien individuel face au public (3 minutes) ;
- Présentation au public, par chaque candidat, d’un spectacle libre (3 minutes).

La finale nationale du concours rassemble les lauréats régionaux.
Les épreuves de la finale du concours sont les suivantes :
- Entretien avec le jury national dans les heures qui précèdent la compétition (10 minutes par candidat) ;
- Entretien individuel face au public (3 minutes) ;
- Présentation par chaque candidat d’un court spectacle valorisant sa personnalité (4 minutes).

## Gagnants
| Année   | Région        | Photographie | Mister Leather France |  | Titre régional                           |
| ------- | ------------- | ------------ | --------------------- |  | ---------------------------------------- |
| 2025    | NA            |              | Alexandre             |  | NA                                       |
| 2024    | NA            |              | Nicolas               |  | NA                                       |
| 2023    | NA            |              | Nacho                 |  | NA                                       |
| 2022    | NA            |              | Eric                  |  | NA                                       |
| 2020-21 | (pandémie)    |              | Laurent Chéry-Drouet  |  | Gardien du titre                         |
| 2019    | Île-de-France |              | Stéphane Leather      |  | Mister Leather Île-de-France             |
| 2018    | Normandie     |              | Laurent Chéry-Drouet  |  | Mister Leather Normandie                 |
| 2017    | Normandie     |              | Aurélien              |  | Mister Leather Normandie                 |
| 2016    | Rhône-Alpes   |              | Fabrice               |  | Mister Leather Rhône-Alpes Auvergne      |
| 2015    | Aquitaine     |              | Sylvain Deparpe       |  | Mister Leather Aquitaine                 |
| 2014    | Bretagne      |              | Karl                  |  | Mister Leather Bretagne-Pays de la Loire |
| 2013    | Île-de-France |              | Hugues Fischer        |  | Mister Leather Île-de-France             |
| 2012    | Bretagne      |              | Vincent               |  | Mister Gay Bretagne-Pays de la Loire     |
| 2011    | Bretagne      |              | Florent               |  | Mister Leather Bretagne-Pays de la Loire |
| 2010    | Île-de-France |              | Eric Guttierez        |  | Mister Leather Île-de-France             |